# Holiday '80
Holiday '80 – album zespołu The Human League wydany w 1980 roku. Płyta ukazała się w formacie 7-calowym.

## Lista utworów
1. „Marianne” – 3:17
2. „Dancevision” – 2:21
3. „Being Boiled” (Album Version) – 4:22
4. „Rock'N'Roll” / „Nightclubbing” – 6:22

## Single
- 1978: „Being Boiled”